# ویلیام کپل

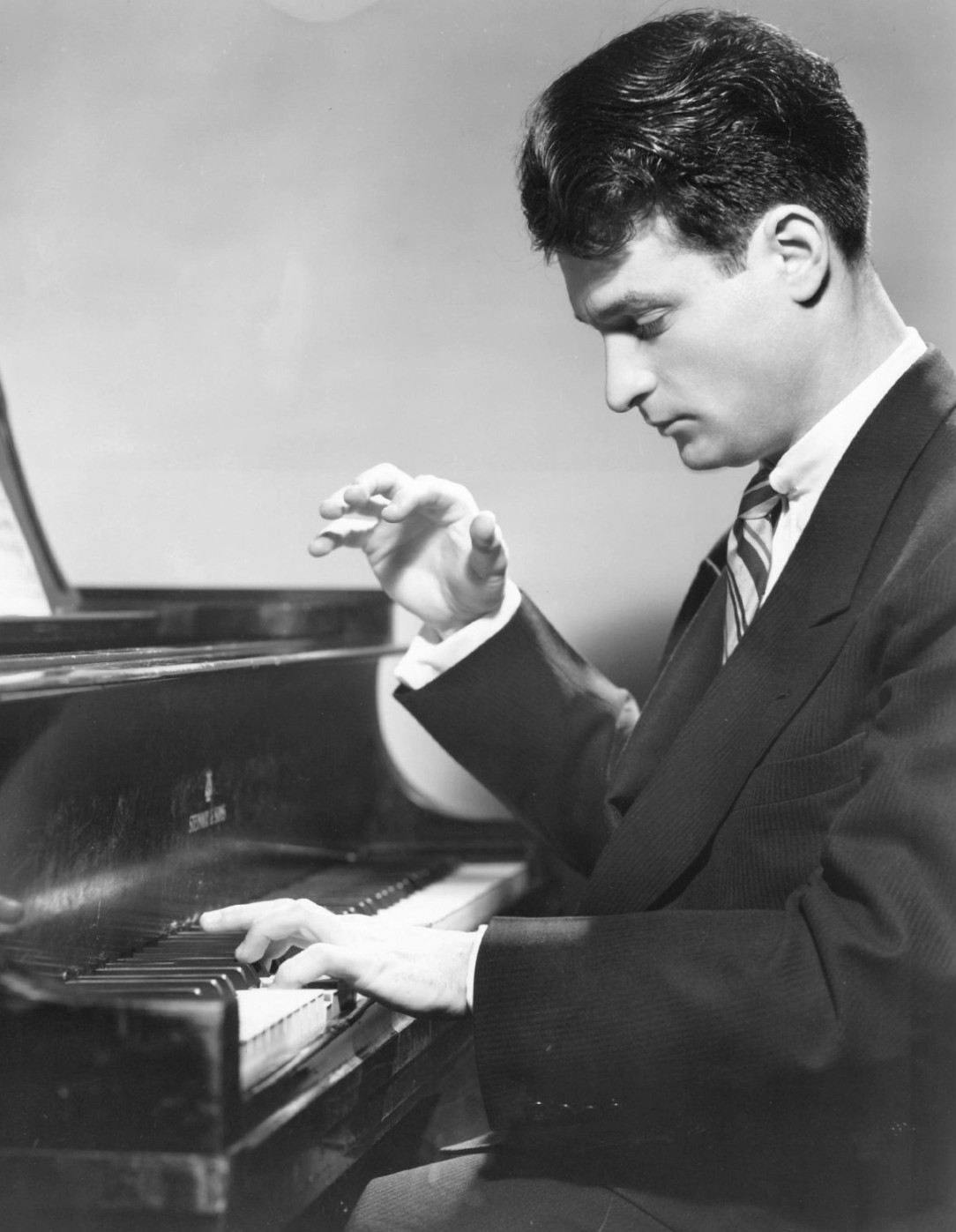
کپل در سال ۱۹۴۸.

ویلیام کپل (۲۰ سپتامبر ۱۹۲۲–۲۹ اکتبر ۱۹۵۳) پیانیست آمریکایی و هنرمند فعال ضبط موسیقی بود که در سن ۳۱ سالگی در سقوط هواپیمای مسافربری تجاری که از تور کنسرت در استرالیا بازمی‌گشت کشته شد.

## زندگی‌نامه
ویلیام کپل در ۲۰ سپتامبر ۱۹۲۲ در شهر نیویورک متولد شد و در محله شرقی یورکویل، منهتن، جایی که والدینش صاحب کتابفروشی خیابان لکسینگتون بودند، بزرگ شد. پدرش از نژاد یهودی اسپانیایی-روسی و مادرش لهستانی‌تبار بود. دوراتی آندرسون لا فولت (Dorothea Anderson La Follette)، همسر Chester La Follette،  با کپل در مدرسه موسیقی خیابان سوم آشنا شد و معلم او شد و هفته ای چندین بار در استودیوی خود در خیابان ۶۴ غربی به او درس می‌داد. کپل بعداً نزد اولگا سامروف، همسر سابق رهبر ارکستر لئوپولد استوکوفسکی، در مدرسه جولیارد تحصیل کرد.
کپل در ده سالگی در اولین مسابقه خود پیروز شد و یک شام بوقلمون با خوزه ایتوربی پیانیست به عنوان جایزه دریافت کرد. در سال ۱۹۴۱، وی برنده مسابقات جوانان ارکستر فیلادلفیا و همچنین جایزه معتبر نامبر گشت. سال بعد، بنیاد والتر و. نامبرگ از این پیانیست ۱۹ ساله در نیویورک حمایت مالی کرد، یک مراسم که به او جایزه تاون هال(Town Hall Award) را برای کنسرت برجسته سال توسط یک نوازنده زیر ۳۰ سال اهدا کرد. او بلافاصله با آرسی‌اِی رکوردز (RCA Victor) قرارداد انحصاری ضبط صدا منعقد کرد.
کپل در حالی که در اوایل بیست سالگی بود، به شهرت رسید، بخشی از آن به دلیل اجرای کنسرتو پیانو در ر بمل ماژور از آرام خاچاتوریان بود. ضبط اولین قطعه جهانی او در سال ۱۹۴۶ با حضور سرگ کووسویتسکی و ارکستر سمفونیک بوستون به یک فروش گسترده رسید. سرانجام، او چنان با این کار ارتباط برقرار کرد که در برخی محافل از او با عنوان «خاچاتوریان کپل» (Khachaturian Kapell) نام برده شد. علاوه بر پیانونوازی مهیج و هدایای فنی فوق‌العاده اش ظاهر جذاب و موهای مشکی کپل، باعث محبوبیت بیشتر او در بین عموم شد.
در اواخر دهه ۱۹۴۰، کپل با تحسین فوق‌العاده در ایالات متحده، کانادا، اروپا و استرالیا گشت و گذار کرد و به عنوان گسترده‌ترین و درخشان‌ترین و جسورترین نسل خود از پیانیست‌های جوان آمریکایی شناخته شد. در ۱۸ مه ۱۹۴۸، با ربکا آنا لو ملسون(Rebecca Anna Lou Melson)، که دارای دو فرزند بود، ازدواج کرد. او خود پیانیست خوبی بود و شاگرد سرگئی تارنوفسکی، معلم ولادیمیر هوروویتز بود.
اوایل،  تمایل کپل به عنوان نوازنده رپرتوار، ابه قطعات دشوار بود. در عین حال که تکنیک او استثنایی بود، او یک نوازنده عمیق و همه‌کاره هم بود  و رپرتوار شخصی وی بسیار متنوع بود و شامل آثاری از یوهان سباستین باخ تا آرون کوپلند بود، وی چنان تحسین اجرای کپل در سوناتای پیانوی خود را تحسین می‌کرد که در زمان مرگ پیانیست اثر جدیدی را برای او می‌نوشت. کپل روزانه تا هشت ساعت تمرین می‌کرد و جلسات خود را با یک دفترچه یادداشت و ساعت پیگیری می‌کرد. او همچنین زمانی را از برنامه شلوغ کنسرت خود اختصاص داد تا با موسیقی دانانی که بیشتر او را تحسین می‌کنند، از جمله آرتور اشنابل، پابلو کاسالز و رودولف سرکین کار کند. کپل همچنین برای درس به آرتور روبنشتاین و ولادیمیر هوروویتز (خانه خیابان ۹۴ که به صورت مورب در آن طرف خیابان آپارتمان کپل قرار داشت) رفت، اما آنها تحمل نکردند. بعداً هوروویتز اظهار نظر کرد که هیچ چیزی نبود که بتواند به کپل آموزش دهد.
از آگوست تا اکتبر ۱۹۵۳، کپل تور استرالیا را برگزار کرد و در مدت ۱۴ هفته ۳۷ کنسرت اجرا کرد و در سیدنی، بریزبن، ملبورن، بندیگو، شپارتون، آلبری، هورشام و سرانجام در جیلانگ ظاهر شد.

### مرگ و پس از آن
کپل در ۲۲ اکتبر ۱۹۵۳ کنسرت آخر تور استرالیایی خود را در جیلانگ، ویکتوریا اجرا کرد، یک برنامه که شامل اجرای سونات "مارش عزای"("Funeral March" Sonata) شوپن بود. چند روز پس از کنسرت، او در پرواز برگشت به ایالات متحده به راه افتاد و به خبرنگاران در فرودگاه ماسکوت گفت که به دلیل اظهارات تند برخی منتقدان استرالیایی، هرگز به استرالیا برنخواهم گشت. وی در حال پرواز 304 BCPA بود که صبح ۲۹ اکتبر ۱۹۵۳، هواپیما هنگام فرود در مه، به بالای کوه برخورد کرد و در کوه کینگز، جنوب فرودگاه سانفرانسیسکو سقوط کرد. همه سرنشینان مردند. دوست او، پخش کننده آلیستر کوک، در ۳۰ اکتبر 1953 در نامه خود از آمریکا خبر مرگ کپل را منتشر کرد. در تاریخ ۲ نوامبر، مراسم خاکسپاری کپل در کنیسه Stephen Wise Free در نیویورک برگزار شد. تدفین در قبرستان Mount Ararat در نزدیکی Farmingdale، نیویورک انجام شد.
موسیقیدان مشهور آیزاک استرن صندوق یادبود ویلیام کپل را راه اندازی کرد تا نوازندگان برجسته ای را برای تجربه بیشتر به ایالات متحده بیاورد. ارنست لولین(Ernest Llewellyn)، ویولونیست استرالیایی، یکی از دوستان دیرینه استرن، دریافت کننده مراسم تحلیف در سال ۱۹۵۵ بود.
جذابیت اجرای کپل در دهه‌های پس از مرگ وی همچنان ادامه داشته‌است. پیانیست‌هایی از جمله یوجین استومین، گری گرافمن، لئون فلیشر و ون کلیبرن و بسیاری دیگر تأثیر کپل را تصدیق کرده‌اند. فلیشر اظهار داشت که کپل «بزرگترین استعداد پیانیستی است که این کشور تولید کرده‌است». همسر کپل، آنا لو دهاونون (۱۹۲۶–۲۰۱۲)، به عنوان یک متخصص در زمینه بی خانمانی در نیویورک فعالیت خود را آغاز کرد، بخشی از نتیجه تجربه خود از مادر شدن ناگهانی و بدون درآمد. وی تا آخر عمر تلاش کرد تا ضبط‌های شوهر فقید خود را در معرض دید عموم قرار دهد.

## مسابقه و جشنواره بین‌المللی پیانوی کپل
در سال ۱۹۸۶، مسابقات پیانو دانشگاه مریلند به افتخار کپل، به مسابقه بین‌المللی پیانوی ویلیام کپل تغییر نام داد. در سال ۱۹۹۸ چهار ساله شد و هم‌اکنون در مرکز هنرهای نمایشی کلاریس اسمیت دانشگاه برگزار می‌شود.

## ضبط‌ها
در سال ۱۹۴۴، کپل یک قرارداد ضبط انحصاری با RCA Victor امضا کرد. بسیاری از ضبط‌های وی در ابتدا به صورت سوابق 78RPM صادر شده‌است. برخی از آنها از طریق LP (آلبوم پرآهنگ) منتشر شد، اما تا سال ۱۹۶۰، همه ضبط‌های تجاری کپل از چاپ خارج شدند. RCA Victor کنسرتو شماره ۲ پیانو بتهوون و کنسرتو شماره ۳ پیانو پروکوفیف را در اوایل دهه ۱۹۷۰ دوباره در LP منتشر کرد. برای دهه‌ها، کپی‌های ضبط شده از ضبط‌های تجاری و ضبط‌های بدون مجوز از نمایش‌های «زنده» در بین مجموعه داران پخش می‌شد.
در دهه ۱۹۸۰، RCA Victor دو دیسک فشرده از ضبط‌های کپل، از جمله کنسرتوی سوم پیانو خاچاتوریان و پروکفیف، و یک دیسک کامل مخصوص آثار شوپن منتشر کرد.
یک تحقیق با نه سی دی منتشر شده توسط RCA Victor در سال ۱۹۹۸ شامل ضبط‌های کامل مجاز کپل، شامل اجرای مازورکا و سونات‌های شوپن و همچنین کنسرتوهایی از راخمانینف، پروکوفیف و خاتچاتوریان است. همچنین دارای موارد کمتری شناخته شده‌است، برخی از آنها اولین نسخه‌ها را شامل می‌شوند، از جمله پرلودهای شوستاکوویچ، سونات‌های اسکارلاتی و سونات پیانوی کاپلند. این مجموعه فروش قابل توجهی در سراسر جهان داشت و مخاطبان جدیدی را برای آثار کپل به ارمغان آورد.
VAI 1027 شامل ضبط‌های پخش شده از کنسرتوی شماره ۳ پیانو راخمانینوف و کنسرتوی پیانو خاچاتوریان است. Arbiter 108 بخشی از کنسرتو شماره ۳ پیانو بتهوون و کنسرتو شماره ۱ شوستاکوویچ را شامل می‌شود و شامل تصاویر موسورگسکی در یک نمایشگاه است که در مجموعه RCA Victor نیز ظاهر می‌شود و همچنین در VAI 1048، آخرین بخش از یک رسیتال استرالیایی در ۲۱ ژوئیه ۱۹۵۳.
در سال ۲۰۰۴، تعدادی ضبط شده در آخرین تور استرالیایی ویلیام کپل به خانواده وی بازگردانده شد. اینها توسط RCA Victor در سال ۲۰۰۸ و با کشف دوباره کپل منتشر شد و شامل چندین نمایش ناشناخته از قبیل «خدا نگهدار ملکه باد»(God Save the Queen)، سوییت بارگامسک دباسی(Suite bergamasque) ,Chopin's Barcarole, Op. 60 و اسکرزو شماره یک در ر مینور اپوس ۲۰ و سونات شماره ۲۰ پروکفیف اپوس ۸۳ بود.